# Richard Leinert
Richard Leinert (* 2. August 1903 in Hannover; † 12. März 1962 ebenda) war ein niedersächsischer Politiker (SPD) und Mitglied des Niedersächsischen Landtages.

## Leben
Leinert besuchte von 1910 bis 1923 die Bismarckschule und das Realgymnasium in Hannover und begann im Anschluss an Sein Abitur (28. Februar 1923) sein Studium der Rechts- und Staatswissenschaften in Göttingen und Berlin (1923 bis 1927). Nach dem Referendarexamen am Oberlandesgericht Celle im März 1928 und der bestandenen großen juristischen Staatsprüfung am 4. August 1932 begann er seine Tätigkeit als Rechtsanwalt in Hannover.
Von 1923 bis 1933 war Leinert Mitglied im Reichsbanner Schwarz-Rot-Gold. Bis 1933 war er zudem Mitglied in der SPD. Nach eigenen Angaben wurde er 1935 von der Gestapo verhaftet, da man ihm illegale politische Betätigung vorgeworfen hatte. Von 1935 bis 1945 war Leinert in der NSV, vom 1. August 1936 bis 1945 im NS-Rechtswahrerbund und von 1935 bis 1945 im Reichskolonialbund.
Ab 1939 leistete Leinert seinen Wehrdienst im Zweiten Weltkrieg (u. a. als Kriegsverwaltungsrat und Obergefreiter, u. a. in Norwegen, Griechenland und den Niederlanden) ab. Da in die Zeit seiner Funktion als Leiter der Rechtsabteilung bei der Militärverwaltung in Saloniki im Aufgabenbereich von Max Merten ab 1. Juni 1942 die Zeit der örtlichen Umsetzung des Holocaust fällt, kann zumindest angenommen werden, dass er von diesen Vorgängen Kenntnis hatte.
Er geriet am 6. April 1945 in französische Kriegsgefangenschaft. Nach der Freilassung am 10. September 1946 nahm er seine Tätigkeit als Rechtsanwalt in Hannover wieder auf. Vom Entnazifizierungs-Hauptausschuss Hannover wurde er am 26. April 1949 in die Gruppe der vom Entnazifizierungsrecht nicht betroffenen Personen eingereiht.
Leinert war in der ersten Wahlperiode Mitglied des Niedersächsischen Landtages vom 20. April 1947 bis 30. April 1951. 